# Stor-Dabbsjön
Stor-Dabbsjön är en sjö i Dorotea kommun och Strömsunds kommun i Lappland och ingår i Ångermanälvens huvudavrinningsområde. Sjön är 28 meter djup, har en yta på 18,4 kvadratkilometer och befinner sig 417 meter över havet. Sjön avvattnas av Saxån som mynnar i Fjällsjöälven.
Stor-Dabbsjön och den nedströms liggande Lill-Dabbsjön dämdes upp på 1960-talet och bildade en enda sjö, vilket ledde till att byn Dabbnäs och fjällägenheten Strömnäs utplånades. Dabbsjöarnas vattenyta regleras nu mellan 391 och 417 meter över havet.

## Delavrinningsområde
Stor-Dabbsjön ingår i det delavrinningsområde (717808-147369) som SMHI kallar för Utloppet av Stor-Dabbsjön. Medelhöjden är 489 meter över havet och ytan är 67,18 kvadratkilometer. Räknas de 149 avrinningsområdena uppströms in blir den ackumulerade arean 873,87 kvadratkilometer. Saxån som avvattnar avrinningsområdet har biflödesordning 2, vilket innebär att vattnet flödar genom totalt 2 vattendrag innan det når havet efter 268 kilometer. Avrinningsområdet består mestadels av skog (70 procent). Avrinningsområdet har 18,55 kvadratkilometer vattenytor vilket ger det en sjöprocent på 27,6 procent.